# HQ Ceará
HQ Ceará é um projeto organizado pela Fundação Demócrito Rocha em parceria com a Secretaria da Cultura de Fortaleza com o objetivo de estimular a produção de história em quadrinhos. A primeira ação do projeto, em 2016, foi o Curso Básico de Histórias em Quadrinhos, na modalidade de ensino a distância,  (120h), com inscrições gratuitas abertas a todo Brasil. O curso, organizado por Raymundo Netto, foi aberto a inscritos de todo o Brasil e teve  participação de 23 quadrinistas do Ceará.
Em 2017, o projeto lançou o documentário História das HQs no Ceará, dirigido por Roberto Santos. O longa-metragem apresentou a trajetória da produção de quadrinhos no Ceará e contou com a participação de diversos artistas locais. Também foi lançado o livro Antologia HQ, organizado pelo quadrinista Daniel Brandão, que trouxe quadrinhos de diversos estilos produzidos por 32 artistas cearenses.
O Curso Básico de Histórias em Quadrinhos conquistou o Troféu HQ Mix de 2017 na categoria "grande contribuição". O livro Antologia HQ foi finalistas em outras duas categorias do mesmo prêmio: "melhor edição especial nacional" e "melhor publicação mix".